# Ceratonotus concavus
Ceratonotus concavus is een eenoogkreeftjessoort uit de familie van de Ancorabolidae. De wetenschappelijke naam van de soort is voor het eerst geldig gepubliceerd in 2003 door Conroy-Dalton.